# Patofysiologi
Patofysiologi eller fysiopatology er en konvergens af patologi med fysiologi. Patologi er den medicinske disciplin, der beskriver betingelser, der typisk observeres i løbet af en sygdomsfase. Fysiologi er den biologiske disciplin, der beskriver processer eller mekanismer , der opererer inden for en organisme. Patologi beskriver den unormale eller uønskede tilstand, hvorimod patofysiologi søger at forklare de fysiologiske processer eller mekanismer, hvormed en sådan tilstand udvikler sig og skrider frem.
Patofysiologi kan også betyde, at de funktionelle ændringer i forbindelse med, eller som følge af, sygdom eller en skade. En anden definition er de funktionelle ændringer, der følger med en bestemt sygdom.

## Historie
Udtrykket patofysiologi kommer fra den oldgræsk πάθος (patos) og φυσιολογία (phusiologia).

### Nittende århundrede

#### Reduktionisme
I Tyskland i 1830'erne, var Johannes Müller ledende i etableringen af fysiologisk forskning, uafhængigt af den medicinske forskning. I 1843, blev Deutsche Physikalische Gesellschaft grundlagt dels for at rense biologi og medicin for vitalisme, og i 1847 udgav Hermann von Helmholtz, der sluttede sig til gruppen i 1845, artiklen "Om bevarelse af energi", der var meget indflydelsesrig i forhold til at reducere fysiologis forskningsgrundlag til fysiske videnskaber. I slutningen af 1850'erne, rettede den tyske anatomiske patolog Rudolf Virchow, en tidligere elev af Müller, fokus mod cellen, og grundlage cytologi som fokus for fysiologiske forskning, mens Julius Cohnheims var banebrydende indenfor eksperimentel patologi i medicinskolernes videnskabelige laboratorier.